# St. Nikolai (Bernburg)

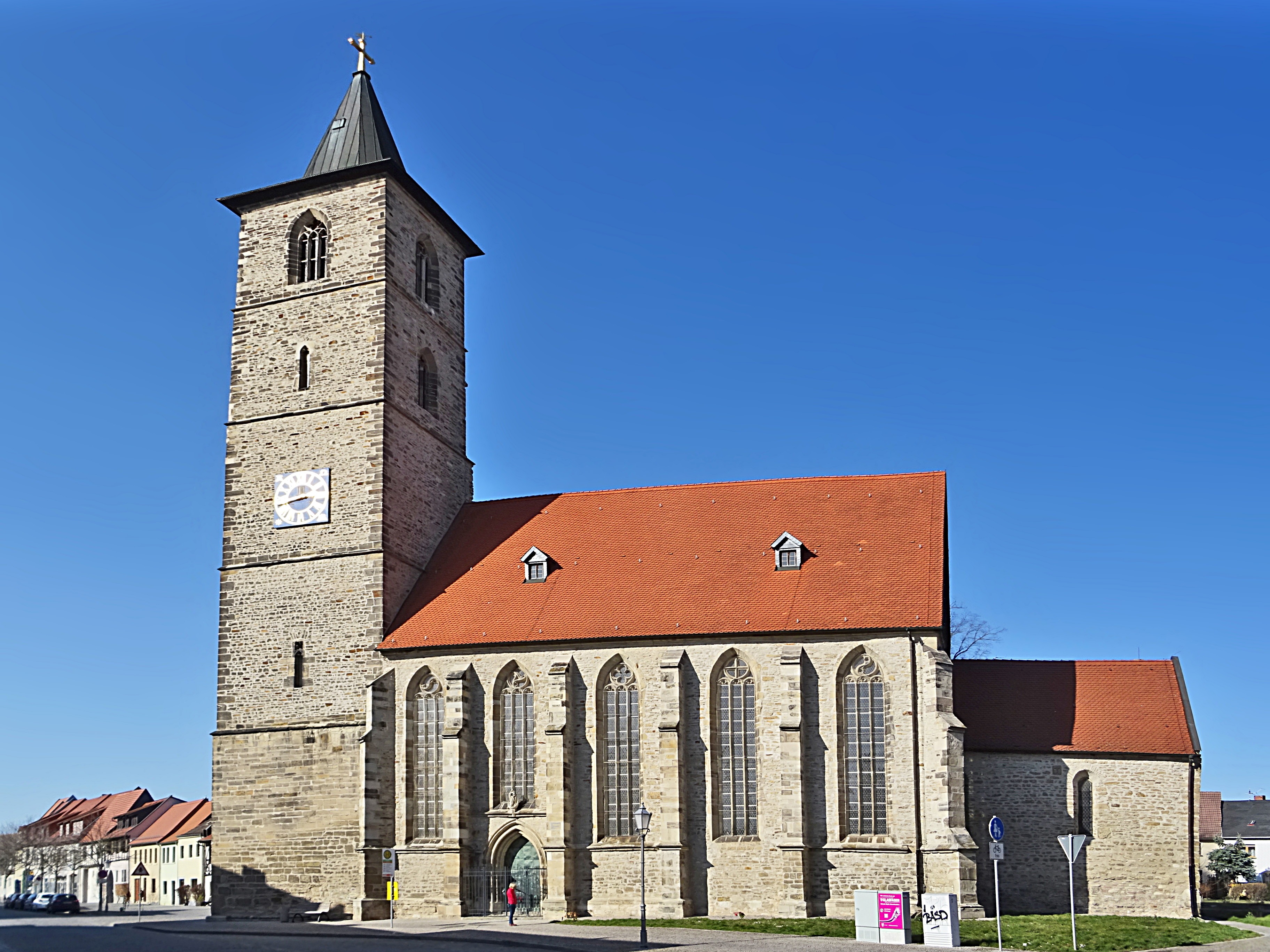
St. Nikolai (Bernburg)

Die Kirche Sankt Nikolai in Bernburg an der Saale ist eine gotische Kirche im Salzlandkreis in Sachsen-Anhalt. Das nach Nikolaus von Myra benannte Gotteshaus gehört zur katholischen Pfarrei St. Bonifatius in Bernburg im Dekanat Egeln des Bistums Magdeburg und ist im Denkmalverzeichnis des Landes Sachsen-Anhalt unter der Erfassungsnummer 094 60076 als Baudenkmal aufgeführt.

## Geschichte und Architektur

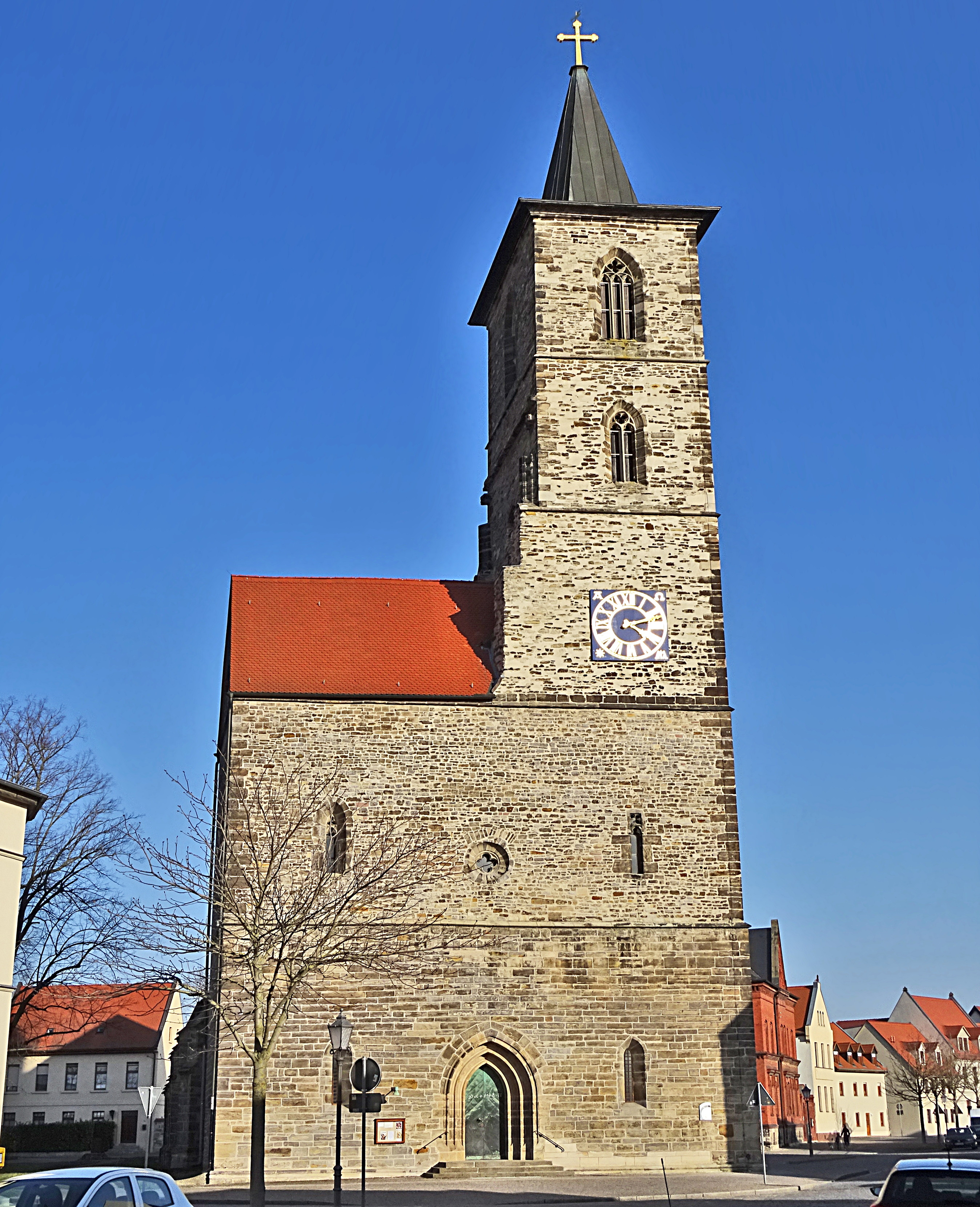
Westbau

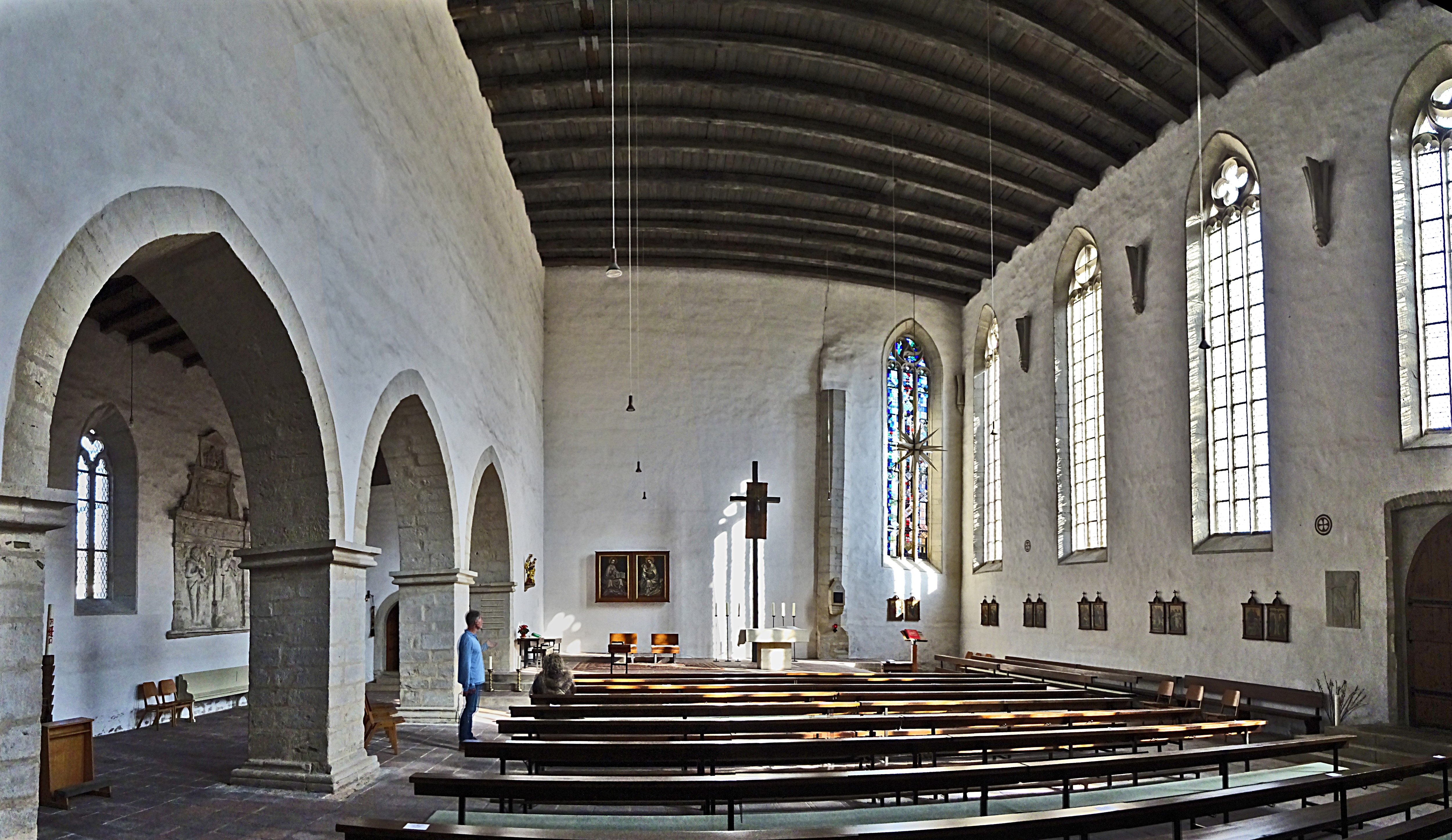
Innenansicht

Die Nikolaikirche in Bernburg wurde als Pfarrkirche der Neustadt in Bernburg gegründet. Die Kirche war eine vierjochige gotische Pfeilerbasilika mit rechteckig geschlossenem Chor und einem ursprünglich zweitürmig geplantem Westbau. Der Chor als ältester Bauteil von 1240 besitzt in der Ostwand drei leicht zugespitzte Lanzettfenster. An der Nordseite ist die wenig jüngere tonnengewölbte Sakristei mit giebelbekrönten Strebepfeilern angebaut, welche in einem zweiten Bauabschnitt nach Westen verlängert wurde. Das Langhaus entstand bis etwa 1300. Von diesem Bauwerk sind nur noch die Nordwand und die gedrückt spitzbogige nördliche Arkadenreihe mit quadratischen Pfeilern aus dem dritten Viertel des 13. Jahrhunderts erhalten. In der Nordwand befindet sich ein kräftig profiliertes Portal mit einem grob gearbeiteten Relief des Schutzpatrons darüber.

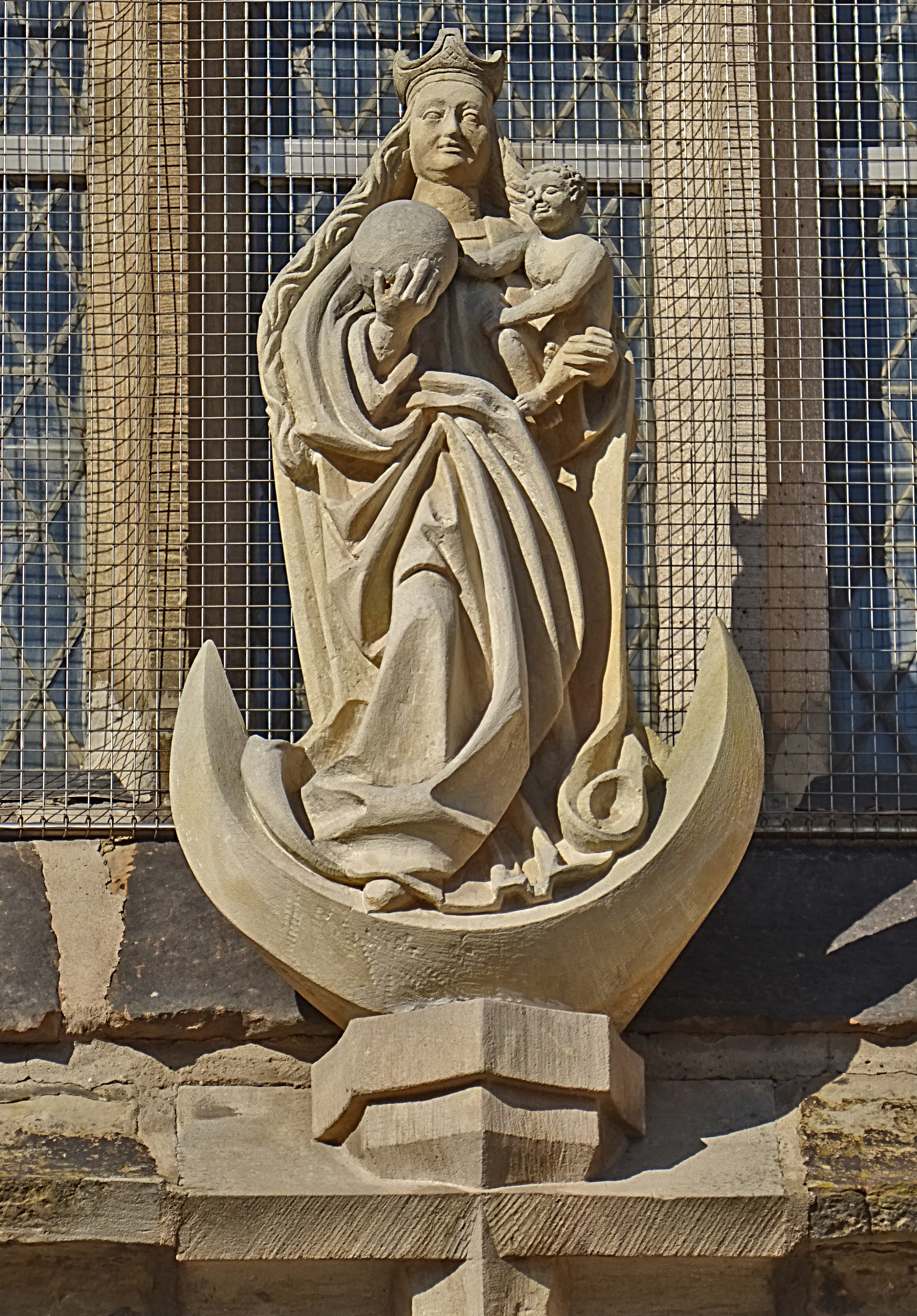
Mondsichelmadonna über dem Südportal

Das Untergeschoss des Westbaus entstand um 1300; das zugehörige Westportal ist mit kämpferlosen Profilen versehen. Die oberen Teile des Westbaus entstanden in der ersten Hälfte des 14. Jahrhunderts; jedoch wurde nur der Südturm fertig gestellt, der nach einem Brand 1832 restauriert wurde. Er besitzt als Schallöffnungen große Maßwerkfenster und einen Spitzhelm. Der Nordturm wurde mit einem Satteldach abgeschlossen.
Bei einem nicht vollendeten Umbau der Kirche zur Hallenkirche im frühen 15. Jahrhundert entstand die Südwand des Bauwerks mit hohen Spitzbogenfenstern und ursprünglich zwei Portalen, von denen nur das westliche Portal mit vielgliedriger Leibung erhalten blieb. Die Pfeiler des geplanten hohen Hallenraumes kamen ebenso wie die Gewölbe nicht zur Ausführung. Das Mittelschiff und das südliche Seitenschiff erhielten eine gemeinsame Flachdecke; das niedrigere nördliche Seitenschiff wurde ebenfalls flachgedeckt. Der Chor wurde seit 1965 völlig vom Langhaus abgetrennt und zum Gemeindesaal umgebaut.
Die Nikolaikirche war seit der Einführung der Reformation im Fürstentum Anhalt 1526 eine evangelische Kirche.
Nachdem sich im Zuge der Flucht und Vertreibung Deutscher aus Mittel- und Osteuropa 1945–1950 auch in Bernburg die Zahl der Katholiken erhöht hatte, erfolgte zum 1. Oktober 1947 die Gründung der Kirchengemeinde Bernburg-Talstadt als zweiter katholischer Kirchengemeinde neben der Pfarrei St. Bonifatius.
1965 wurden in Bernburg die beiden nördlich der Saale gelegenen evangelischen Kirchengemeinden, St. Nicolai in der Neustadt und St. Marien in der Altstadt, zusammengelegt, und die Nikolaikirche für 99 Jahre an die katholische Pfarrei St. Bonifatius verpachtet. In diesem Zusammenhang wurde am 1. Dezember 1965 die katholische Kirchengemeinde Bernburg-Talstadt zur Pfarrvikarie (Filialkirchengemeinde) erhoben. Sie trug das Patrozinium S. Joannes Baptista, ihr Schutzpatron war der heilige Johannes der Täufer. Die Benennung erfolgte nach dem nahegelegenen Hospital S. Joannes Baptista, das aus dem 1526 im Zuge der Reformation aufgehobenen Servitenkloster Bernburg hervorgegangen war. Zum Zeitpunkt ihrer Errichtung gehörten rund 1.200 Katholiken zur Pfarrvikarie, bis 1978 war ihre Zahl auf rund 1.000 abgesunken. Über eigene Immobilien verfügte die Pfarrvikarie nie. Bis 1988 hatte die Pfarrvikarie jedoch einen eigenen, ortsansässigen Seelsorger.
Im Zuge der Gemeindefusionen im Bistum Magdeburg wurde die Pfarrvikarie am 2. Mai 2010 wieder aufgelöst und in die Bernburger Pfarrei St. Bonifatius eingegliedert, von der die Nikolaikirche bis heute genutzt wird.
Beim Saalehochwasser 2013 erlitt die Kirche erhebliche Schäden.

## Ausstattung

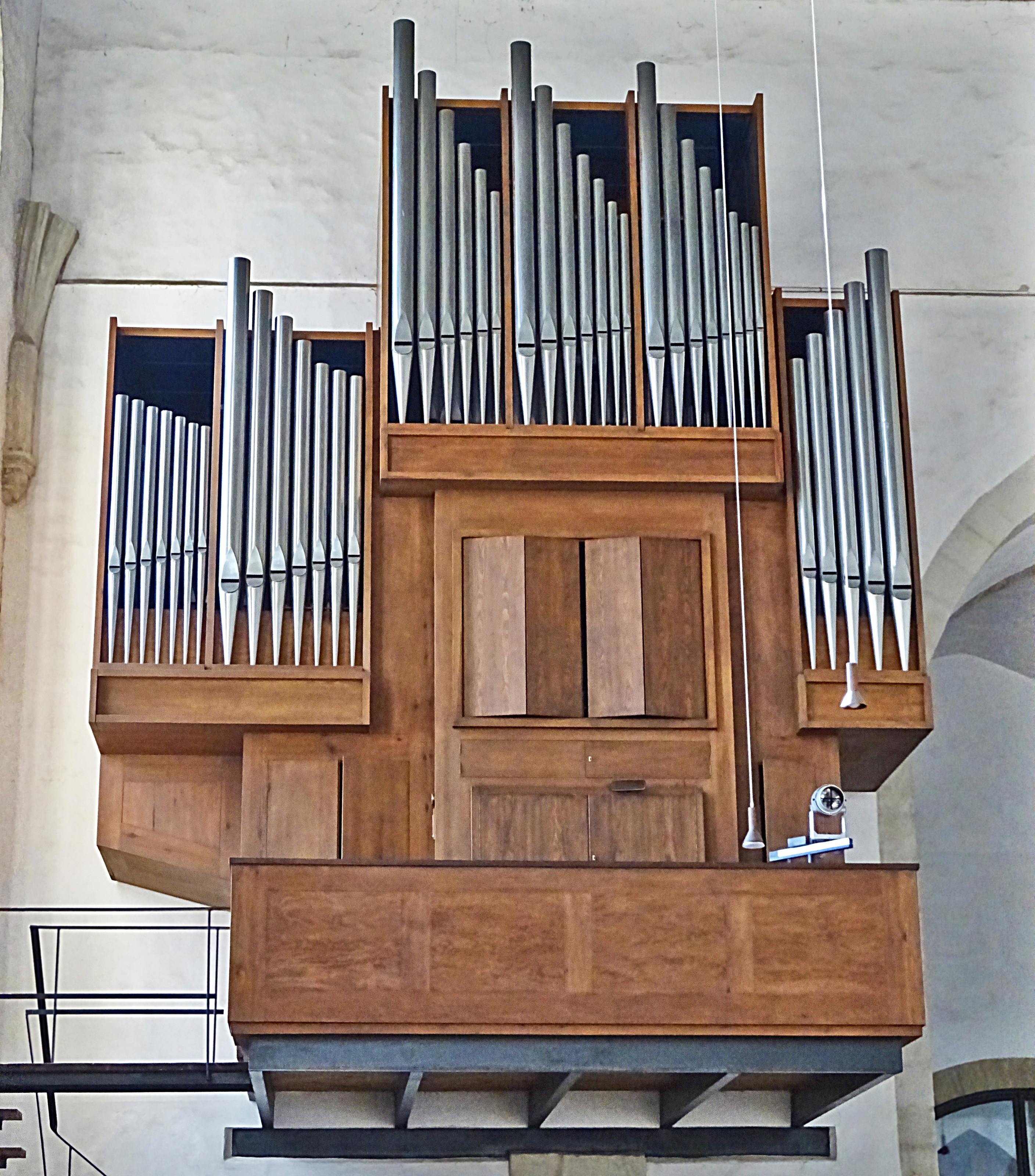
Jehmlich-Orgel

Die historische Ausstattung des sonst modern ausgestatteten Kirchenbaus besteht aus einem achteckigen spätgotischen Taufstein mit Schaftring. Ein Pfingstaltar wurde aus der Propsteikirche St. Elisabeth in Halle angekauft.
Im Nordschiff befindet sich ein eindrucksvolles steinernes Epitaph des Ehepaars von Warsleben aus dem dritten Viertel des 16. Jahrhunderts, das die Verstorbenen in Rundbogennischen zu Seiten eines Kruzifixus zeigt. Das Epitaph ist architektonisch durch Pilaster mit ionischen Kapitellen gerahmt und besitzt einen zweizonigen Aufsatz. An der Außenwand des Chores befindet sich ein verwittertes Sandsteinepitaph aus dem 16. Jahrhundert mit einer Darstellung der Kreuzigung und Stifterfiguren.
Die Orgel mit 23 Registern, verteilt auf 2 Manuale und Pedal, wurde 1971 von Jehmlich Orgelbau als Opus 862 gebaut.

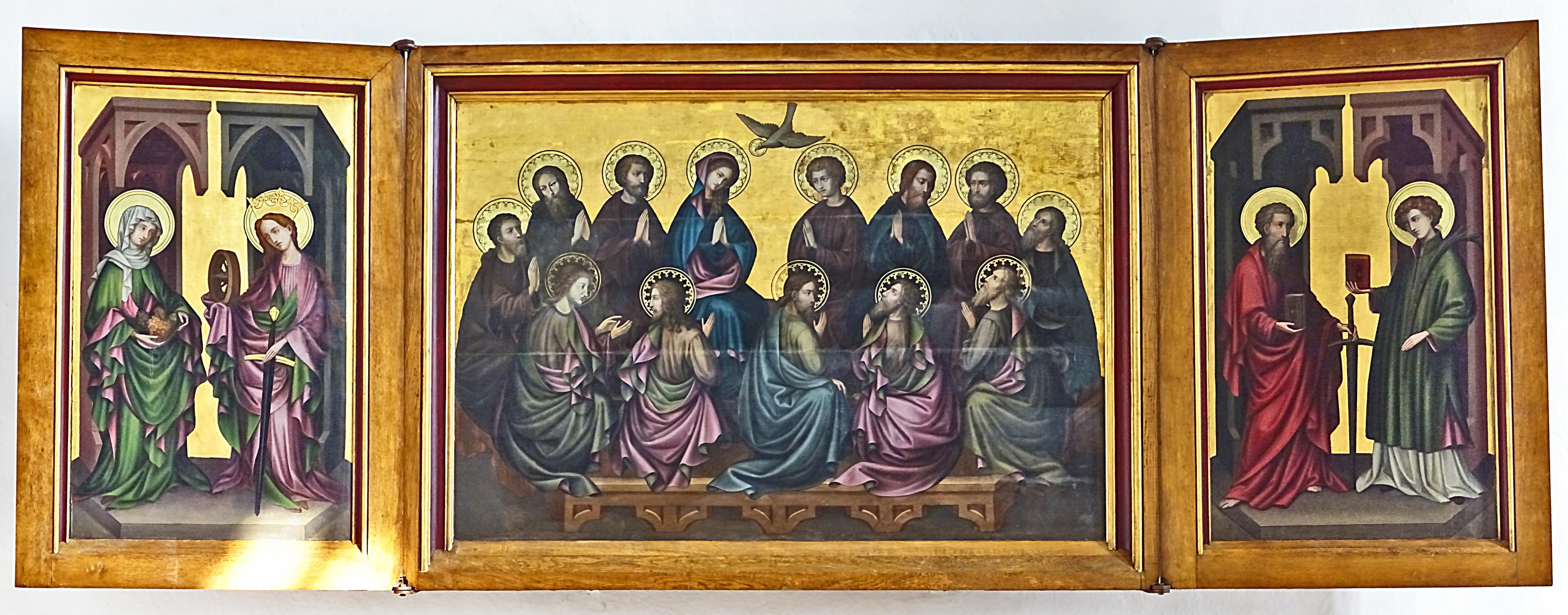
Flügelaltar Festtagsseite
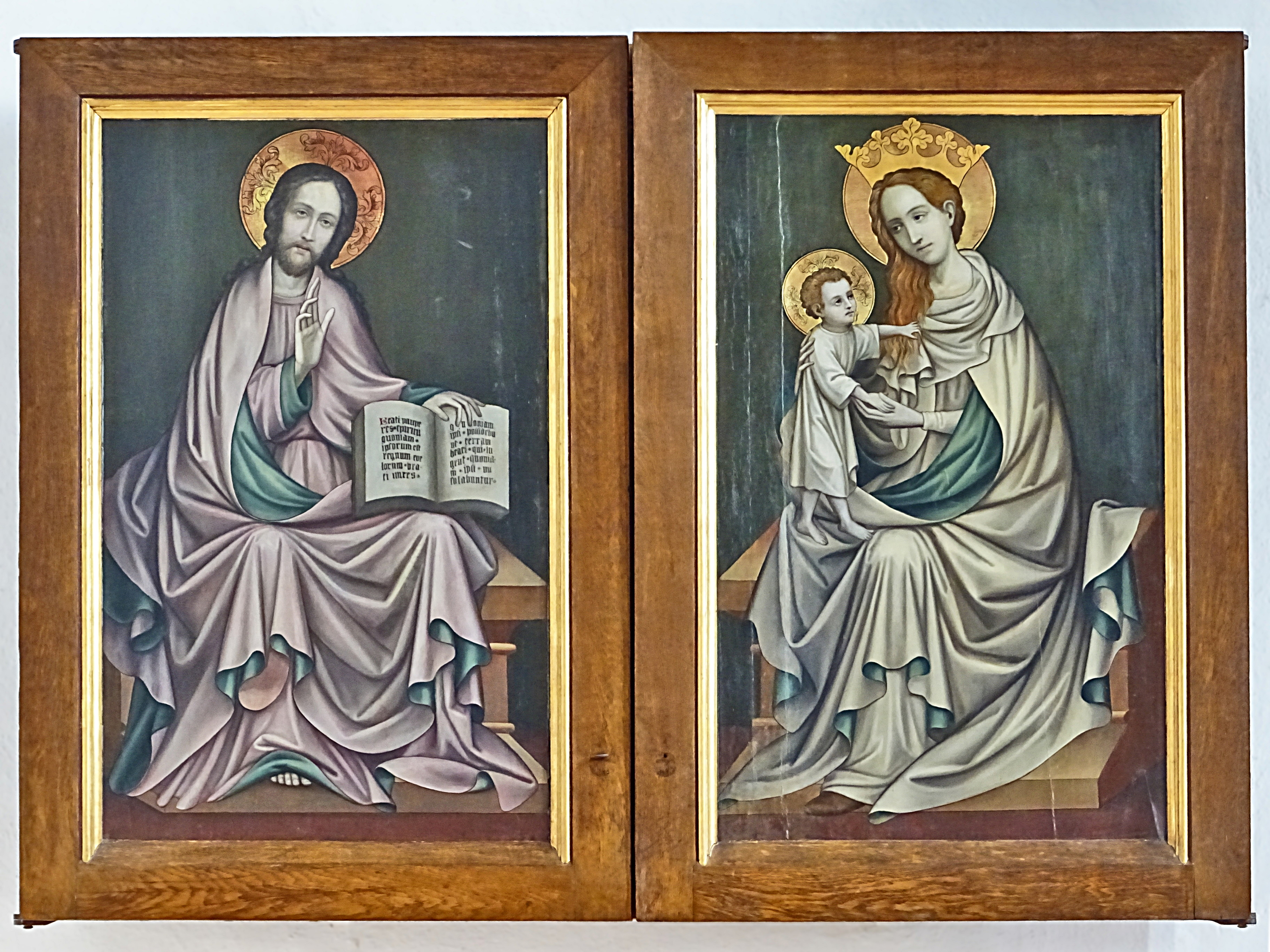
Flügelaltar Werktagsseite
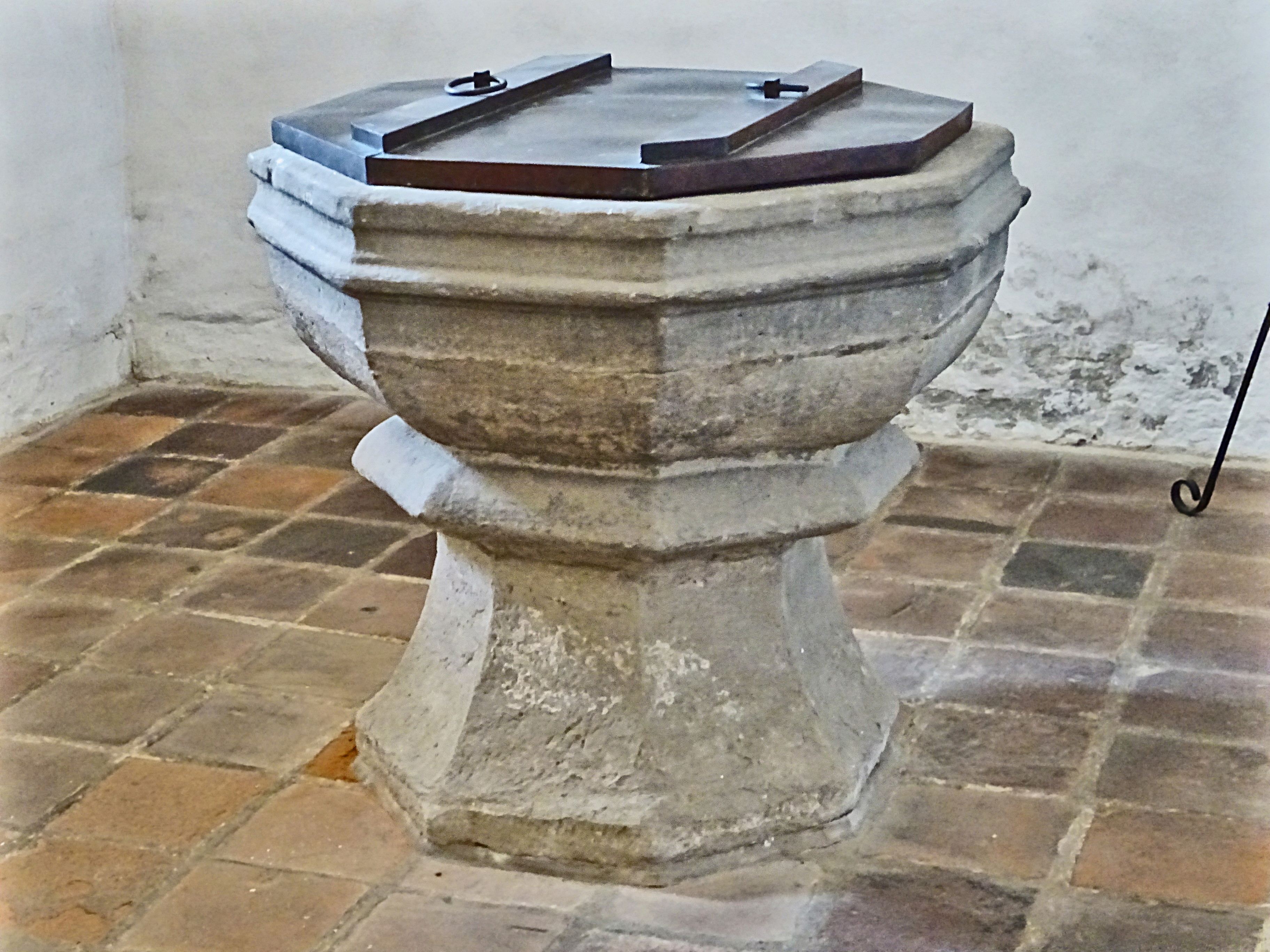
Taufbecken
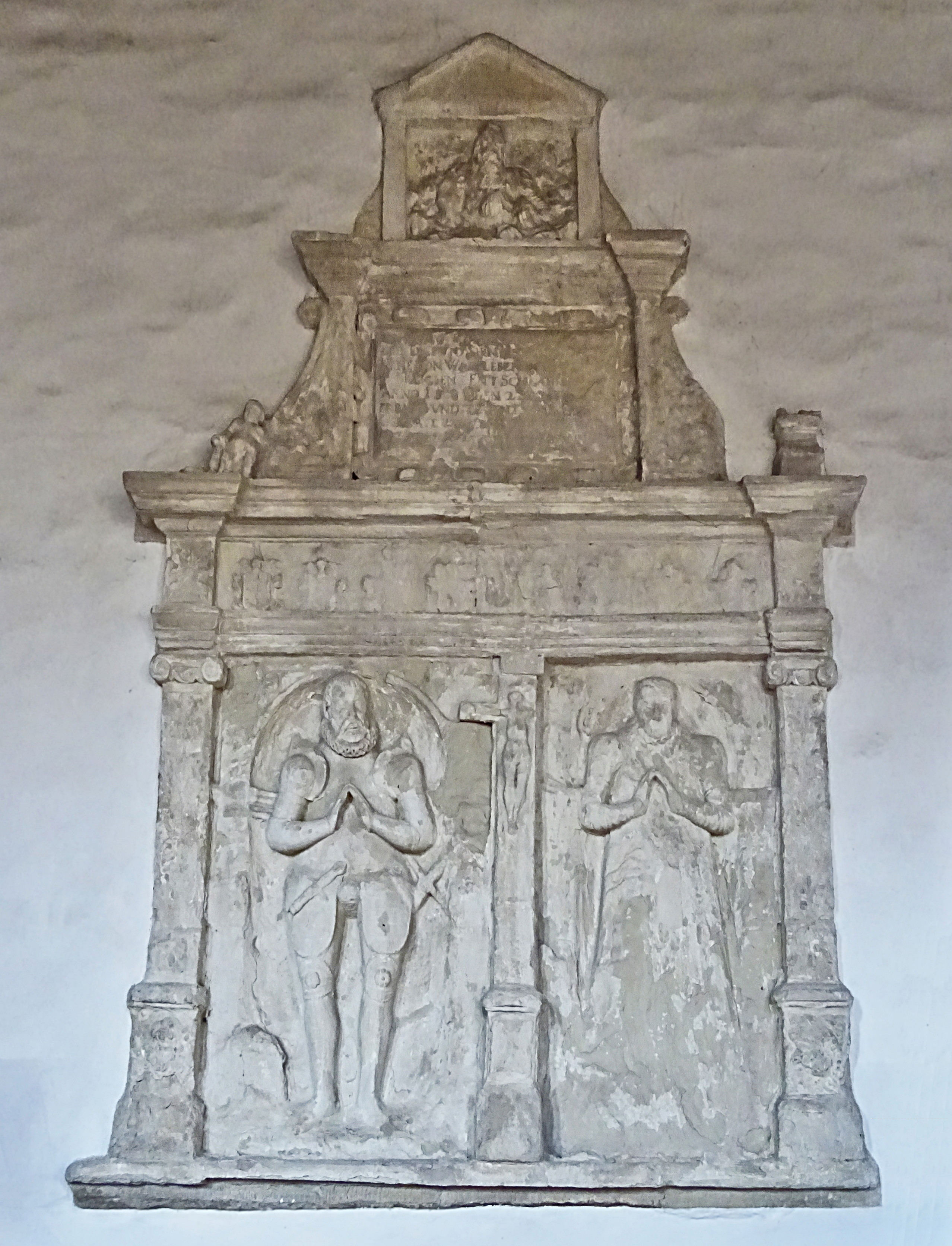
Warsleben-Epitaph
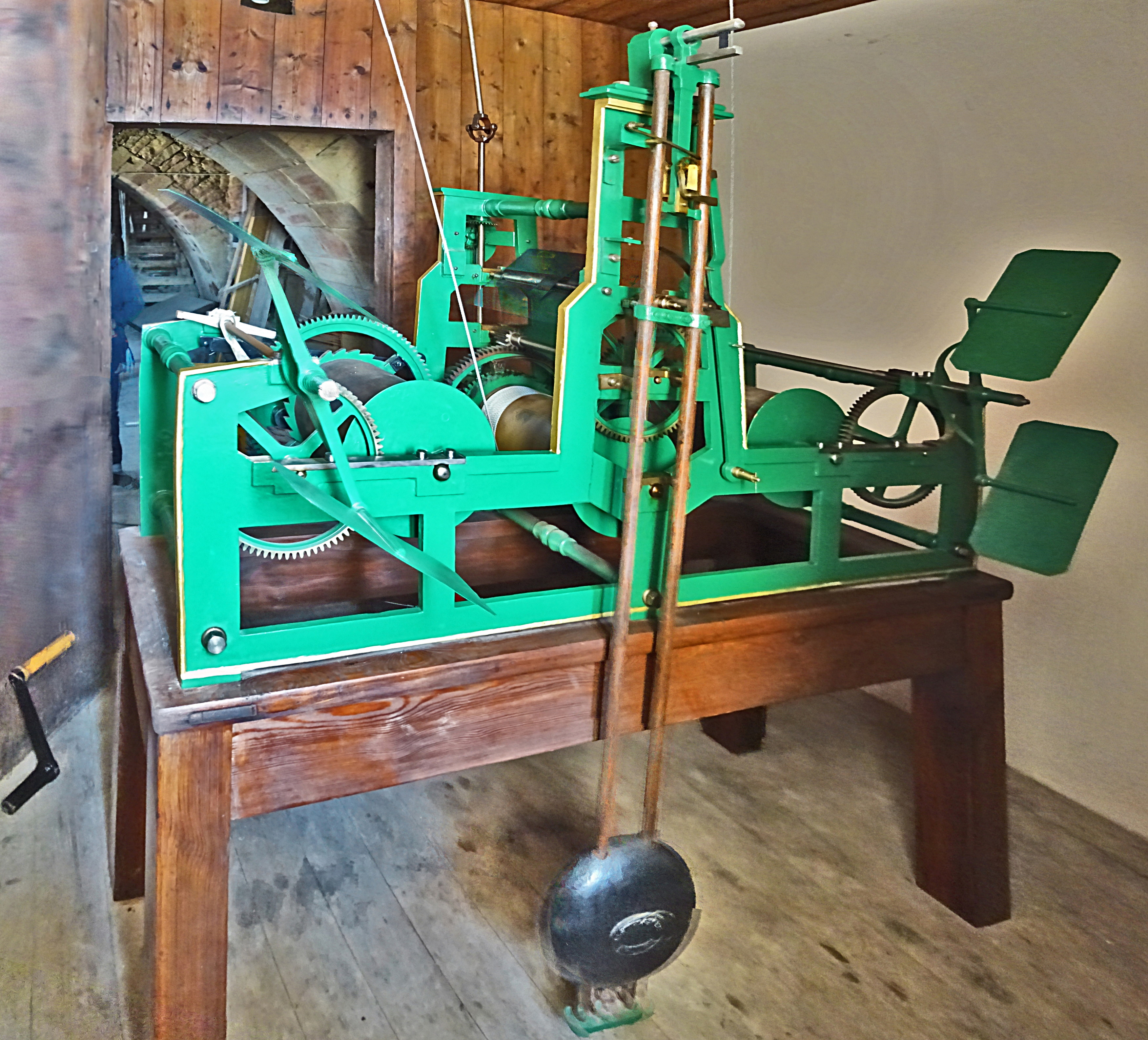
Turmuhrwerk von J.I.Fuchs & Sohn